# Província de Russe

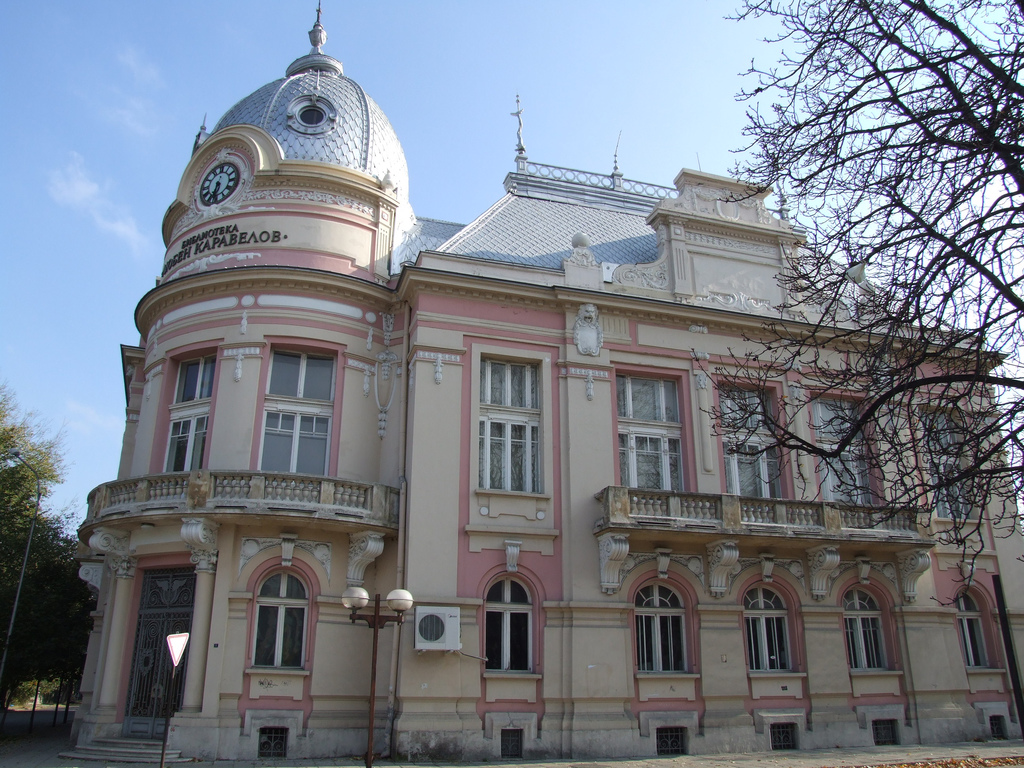
Centre administratiu de la província, la ciutat de Russe

La província de Russe (en búlgar: Русенска област) és una província del nord de Bulgària, fronterera amb Romania i banyada pel Danubi. Rep aquest nom per la ciutat principal, Russe, alters ciutats importants són Biala, Borovo, Vetovo, Glodzhevo, Senovo, Dve mogili i Slivo pole.
El Pont de l'Amistat Ruse-Giurgiu, l'únic pont sobre el Danubi a Bulgària fins al 2006, es troba a la província.